# Schiffsbucht
Die Schiffsbucht ist eine Nebenbucht der Maxwell Bay im Süden von King George Island, der größten der Südlichen Shetlandinseln. 
Die Bucht erstreckt sich zwischen Jasper Point im Westen und Punta Durán (etwa einen Kilometer westlich des Nebles Point) im Osten und schneidet sich nur wenig ins Land ein. Von Nordwesten mündet der vom Bellingshausen Dome (Collinseiskappe) kommende Schiffsbach in die Bucht.
Im Rahmen zweier deutscher Expeditionen zur Fildes-Halbinsel in den Jahren 1981/82 und 1983/84 unter der Leitung von Dietrich Barsch (Geographisches Institut der Universität Heidelberg) und Gerhard Stäblein (Geomorphologisches Laboratorium der Freien Universität Berlin) wurde die Bucht zusammen mit zahlreichen weiteren bis dahin unbenannten geographischen Objekten der Fildes-Halbinsel neu benannt und dem Wissenschaftlichen Ausschuss für Antarktisforschung (Scientific Committee on Antarctic Research, SCAR) gemeldet.
Unweit der Bucht liegt die uruguayische Forschungsstation Base Artigas (auf der deutschen Karte von 1984 ist dort noch der frühere Standort des Refugio Collins eingezeichnet). Der Komplex von Strandterrassen an der Bucht heißt Artigas Beach.